# Aesoo
Aesoo – wieś w Estonii, w prowincji Parnawa, w gminie Tori.